# Caratteristica (algebra)
In matematica, la caratteristica di un anello è definita come il più piccolo numero naturale {\displaystyle n} diverso da zero tale che l'elemento
{\displaystyle {\begin{matrix}\underbrace {1+1+\dots +1} \\n\mathrm {~volte} \end{matrix}}}
è uguale a zero. Se questo minimo non esiste, cioè se {\displaystyle 1+1+\ldots +1} è sempre diverso da zero, la caratteristica è {\displaystyle 0} per definizione.
Molti risultati importanti dell'algebra lineare o della geometria algebrica richiedono che l'anello o il campo usato nella teoria abbia caratteristica zero. La presenza di una caratteristica diversa da zero può portare a fenomeni che si scontrano con l'intuizione geometrica. Altri risultati richiedono che l'anello o il campo non abbia caratteristica {\displaystyle 2}.

## Proprietà

### Caratteristica di un elemento
Più generalmente, la caratteristica di un elemento {\displaystyle a} è il più piccolo {\displaystyle k} tale che
{\displaystyle {\begin{matrix}\underbrace {a+a+\dots +a} \\k\end{matrix}}}
sia uguale a zero. Secondo questa definizione, si può definire la caratteristica dell'anello come il minimo comune multiplo delle caratteristiche dei suoi elementi.
Se l'anello è un dominio di integrità, ogni elemento diverso da zero ha la stessa caratteristica.

### Numero primo
Nei domini di integrità, la caratteristica è {\displaystyle 0} oppure un numero primo: l'unica eccezione è l'anello banale (fatto di un elemento solo {\displaystyle 0=1}) che è l'unico dominio con caratteristica {\displaystyle 1}.

### Anello finito
Un anello con un numero finito di elementi ha sempre caratteristica diversa da zero.

### Sottoanelli, morfismi
Se {\displaystyle A} è un sottoanello di {\displaystyle B}, ha la stessa caratteristica di {\displaystyle B}.
Più in generale, se {\displaystyle A} e {\displaystyle B} sono anelli e {\displaystyle A\to B} è un omomorfismo di anelli, allora la caratteristica di {\displaystyle B} divide quella di {\displaystyle A}.

### Endomorfismo di Frobenius
Se la caratteristica di un anello {\displaystyle A} è un numero primo {\displaystyle p}, allora
{\displaystyle (x+y)^{p}=x^{p}+y^{p},}
per tutti gli elementi {\displaystyle x,y} in {\displaystyle A}. La mappa 
{\displaystyle f:x\mapsto x^{p},}
è quindi un endomorfismo di anelli, chiamato endomorfismo di Frobenius. Questo è iniettivo se {\displaystyle A} è un dominio d'integrità.

## Esempi

### Campi razionali, reali, complessi
I campi {\displaystyle \mathbb {Q} }, {\displaystyle \mathbb {R} } e {\displaystyle \mathbb {C} } dei numeri razionali, reali e numeri complessi hanno caratteristica zero.

### Anelli finiti
Un anello con un numero finito di elementi ha caratteristica diversa da zero. Ad esempio, l'anello {\displaystyle \mathbb {Z} /n\mathbb {Z} } delle classi di resto modulo {\displaystyle n}, ha caratteristica {\displaystyle n}.

### Numeri p-adici
I numeri p-adici formano un campo di caratteristica zero, benché la loro costruzione usi una famiglia di anelli di caratteristica {\displaystyle p^{k}} con {\displaystyle k} tendente a infinito.

## Caratteristica di un campo
Come detto sopra, la caratteristica di un campo {\displaystyle K} è zero o un numero primo. Il campo minimale fra tutti quelli che contengono l'unità {\displaystyle 1} è un sottocampo di {\displaystyle K} che dipende dalla caratteristica: se questa è zero, è isomorfo al campo {\displaystyle \mathbb {Q} } dei numeri razionali. Se è {\displaystyle p}, è isomorfo ad un campo finito.
Esistono campi infiniti di caratteristica {\displaystyle p}, ad esempio la chiusura algebrica di {\displaystyle \mathbb {Z} /p\mathbb {Z} }.